# Gnomidolon brethesi
Gnomidolon brethesi es una especie de escarabajo longicornio del género Gnomidolon, categorizada en la tribu Hexoplonini, de la subfamilia Cerambycinae. Fue descrita por Bruch en 1908.

## Descripción
Mide 6,08-8 mm de longitud.

## Distribución
Se distribuye por Argentina, Bolivia, Brasil y Paraguay.